# Мікумі (національний парк)
Національний парк Мікумі розташований поблизу Морогоро, Танзанія, був заснований в 1964 році. Він займає площу в 3230 км², що є четвертим за площею в країні. Парк перетинає шосе А-7 в Танзанії.

## Територія
Мікумі з півночі межує з Національним парком Селус. Ці два райони утворюють унікальну екосистему. Два інших природних райони, що межують з національним парком — гори Удзунгва і Улугуру.

## Флора і фауна

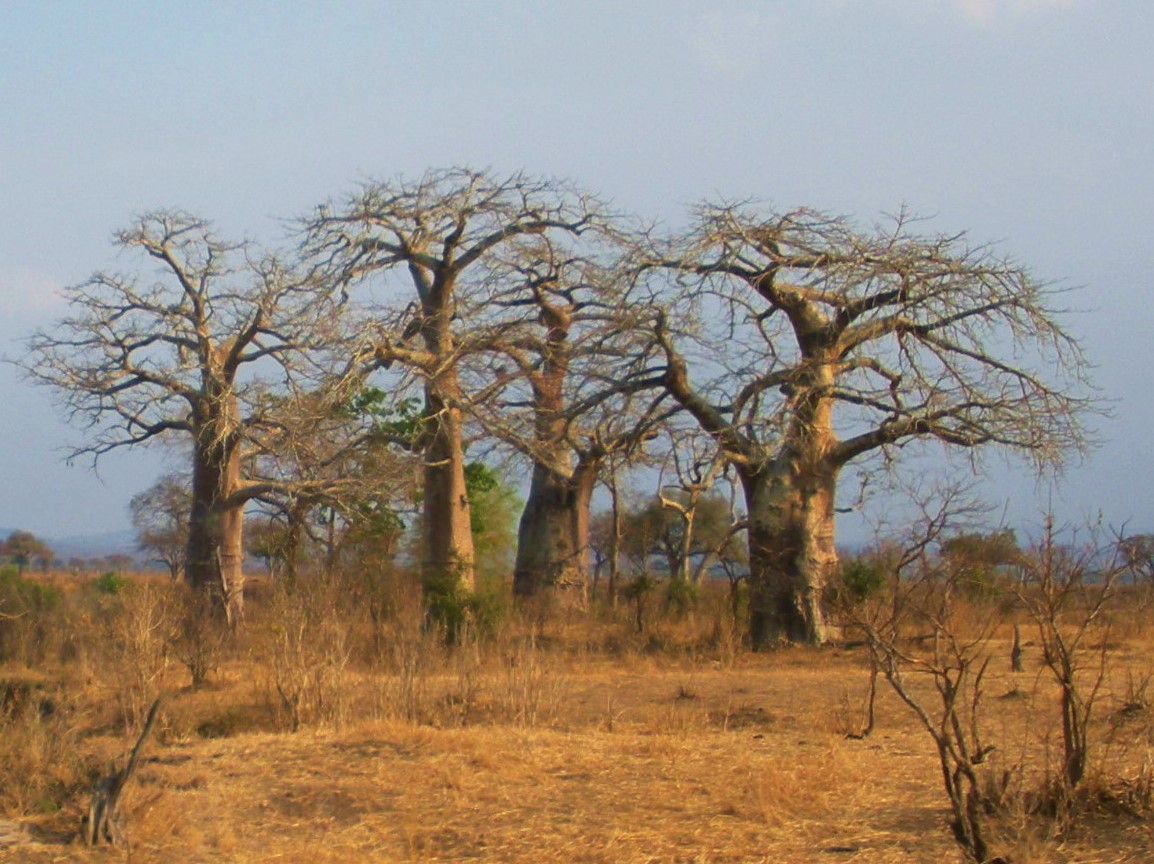
Баобаби у національному парку Мікумі

Ландшафт Мікумі часто порівнюється з ландшафтом Серенгеті. Дорога, що перетинає парк, поділяє її на дві зони з частково відмінними середовищами. Північна частина є алювіальною рівниною річкового басейну Мката. Рослинність цієї території складається з савани з деревами акацій, баобабів, тамариндів та деякою рідкісною пальмою. Трохи далі від дороги районі, є вражаючі скельні утворення гір Рубехо і Улугуру. Південно-східна частина парку менш багата на дику природу і вона важко доступна.
Фауна має багато видів, характерних для африканської савани. За даними місцевих гідів на Мікумі, шанси побачити лева, що підійматиється на стовбур дерева, більше, ніж в Маньяре (відоме за те, що він є одним з небагатьох місць, де леви демонструють цю поведінку). Парк має підвид жирафа, який біологи вважають зв'язком масайської жирафи з сітчастою жирафою. Інші тварини в парку: слони, зебри, Імпала, антилопа Канна, Куду малий, Антилопа Гарна, бабуїни, лисиці і буйволи. Приблизно за 5 км на північ від парку розташовані два штучні басейни, в яких живуть гіпопотами. Також парк населяють понад 400 різних видів птахів.

## Туризм
Мікумі належить до низки парків дикої природи Танзанії, менш відвідуваних міжнародними туристами і краще захищених з екологічного погляду. Більшість маршрутів, що перетинають Мікумі, прямують у напрямку Національного парку Руаха та Селус. Рекомендований сезон для відвідування парку — сухий сезон з травня по листопад.

## Галерея

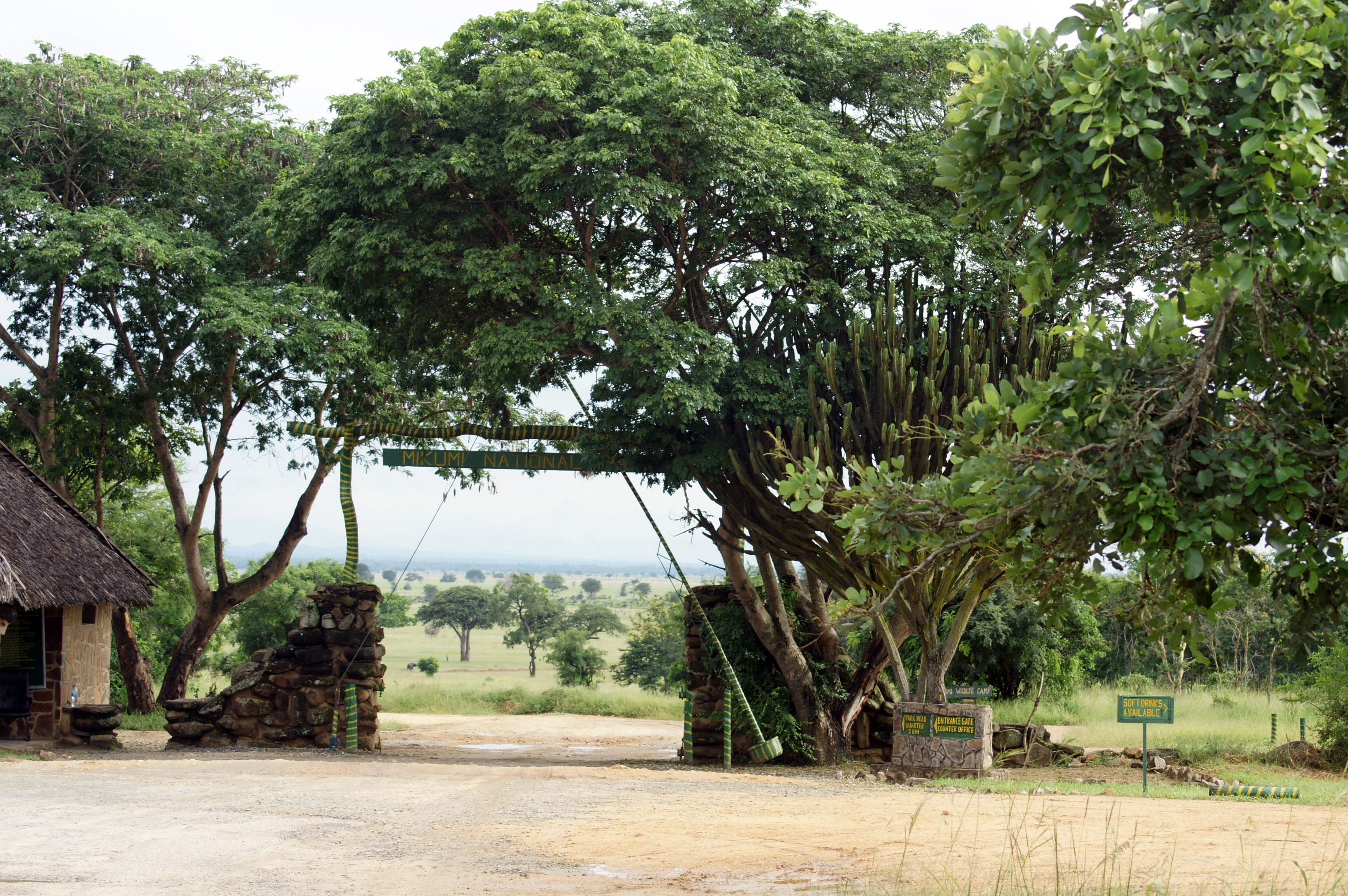
Вхід і парк Мікумі
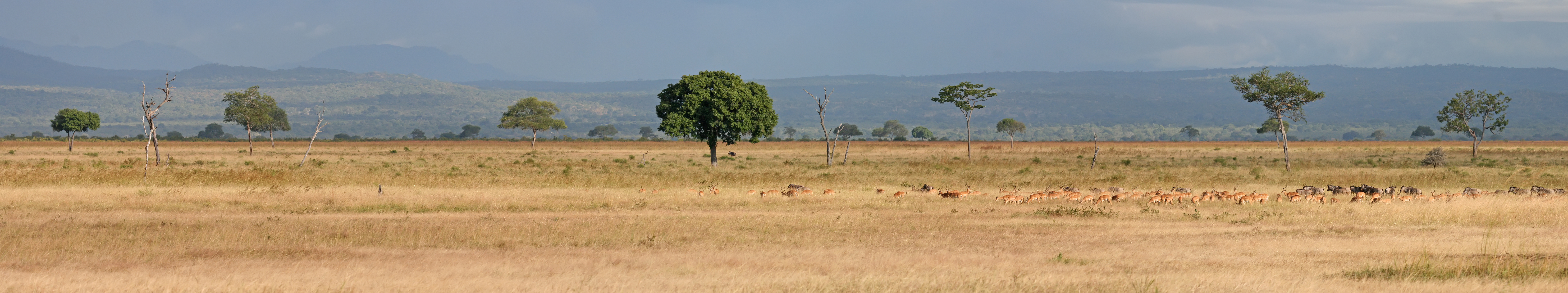
Панорама Мікумі
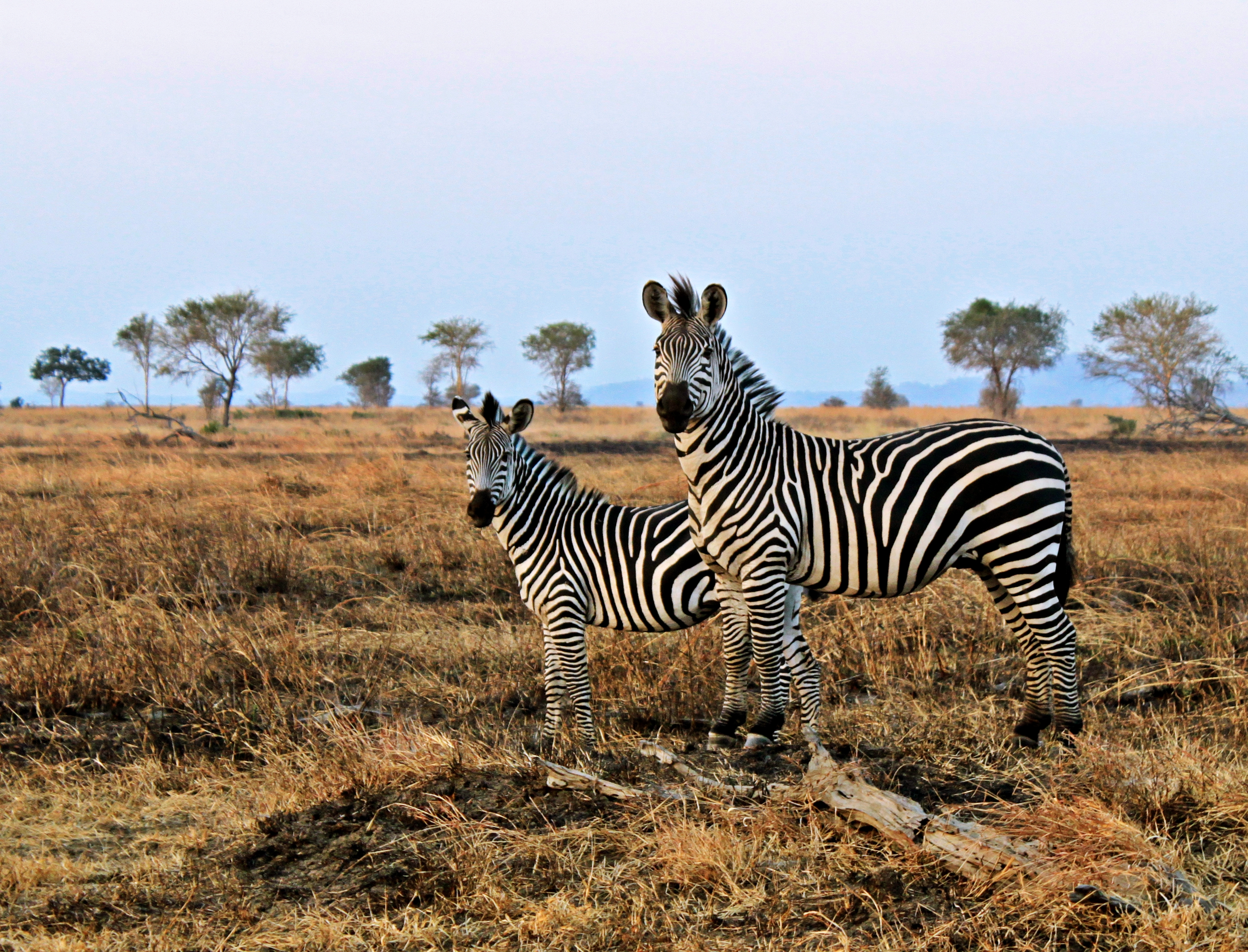
зебри
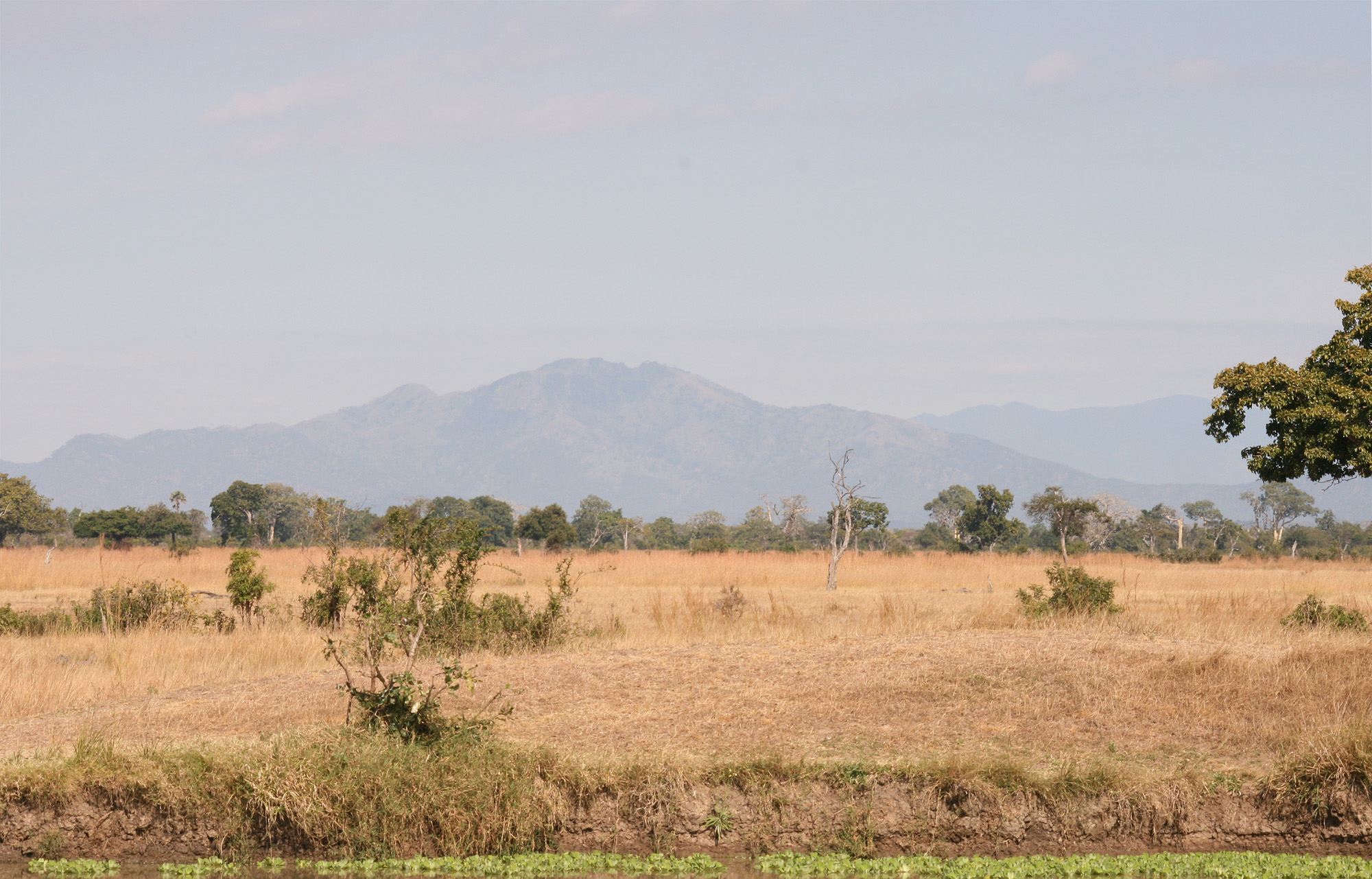
Мікумський пейзаж
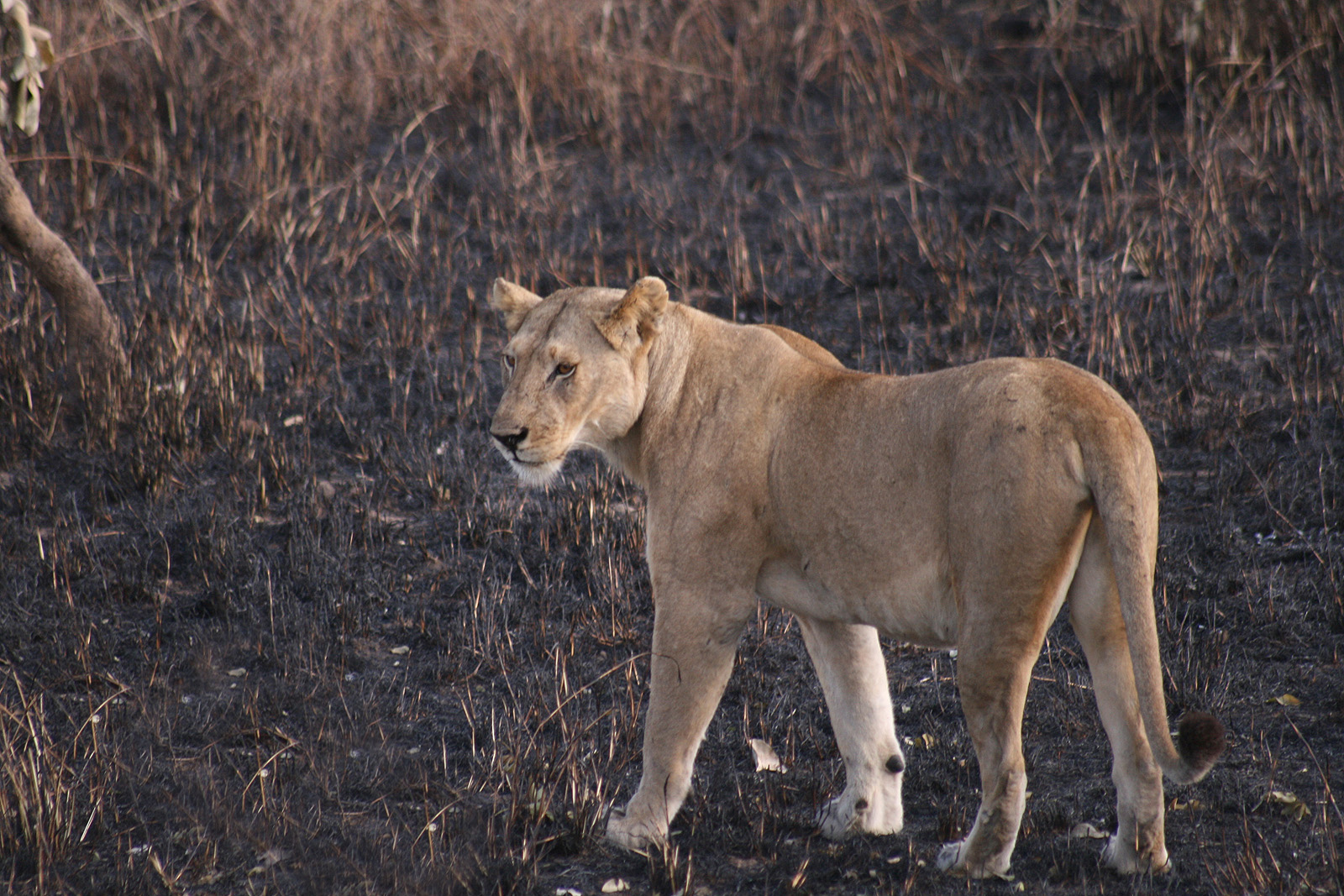
Левиця
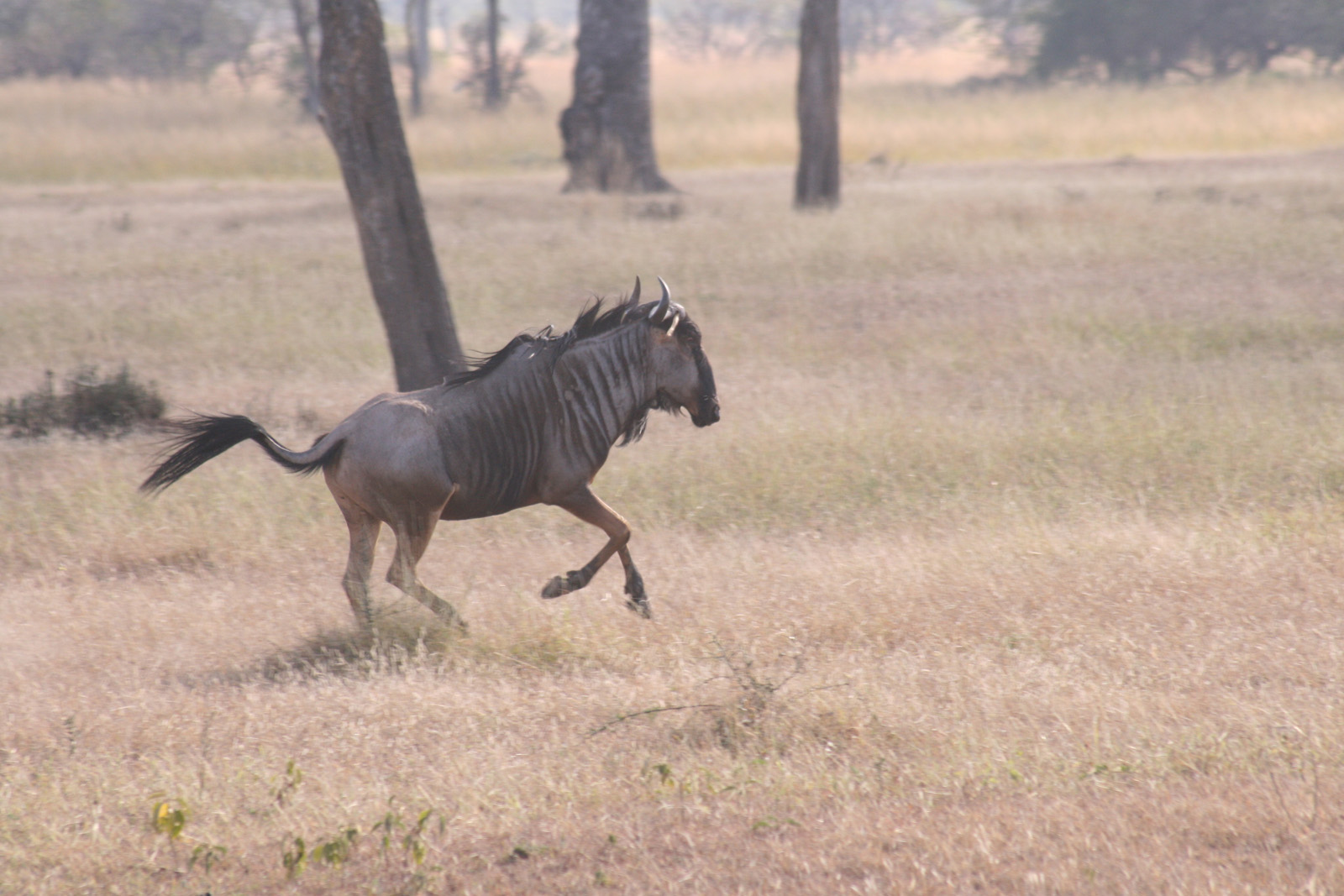
блакитний гну біжить
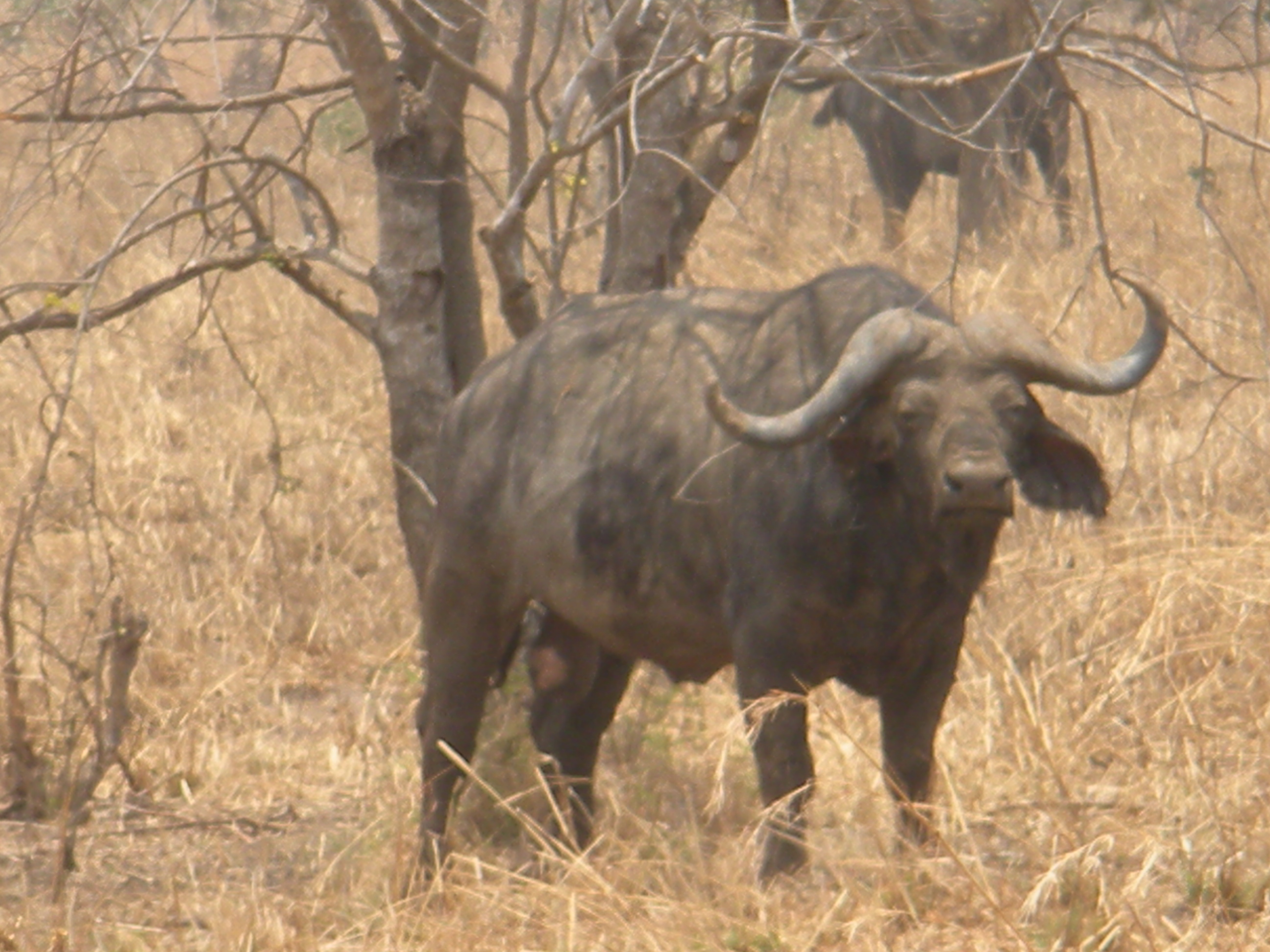
Буйвіл африканський
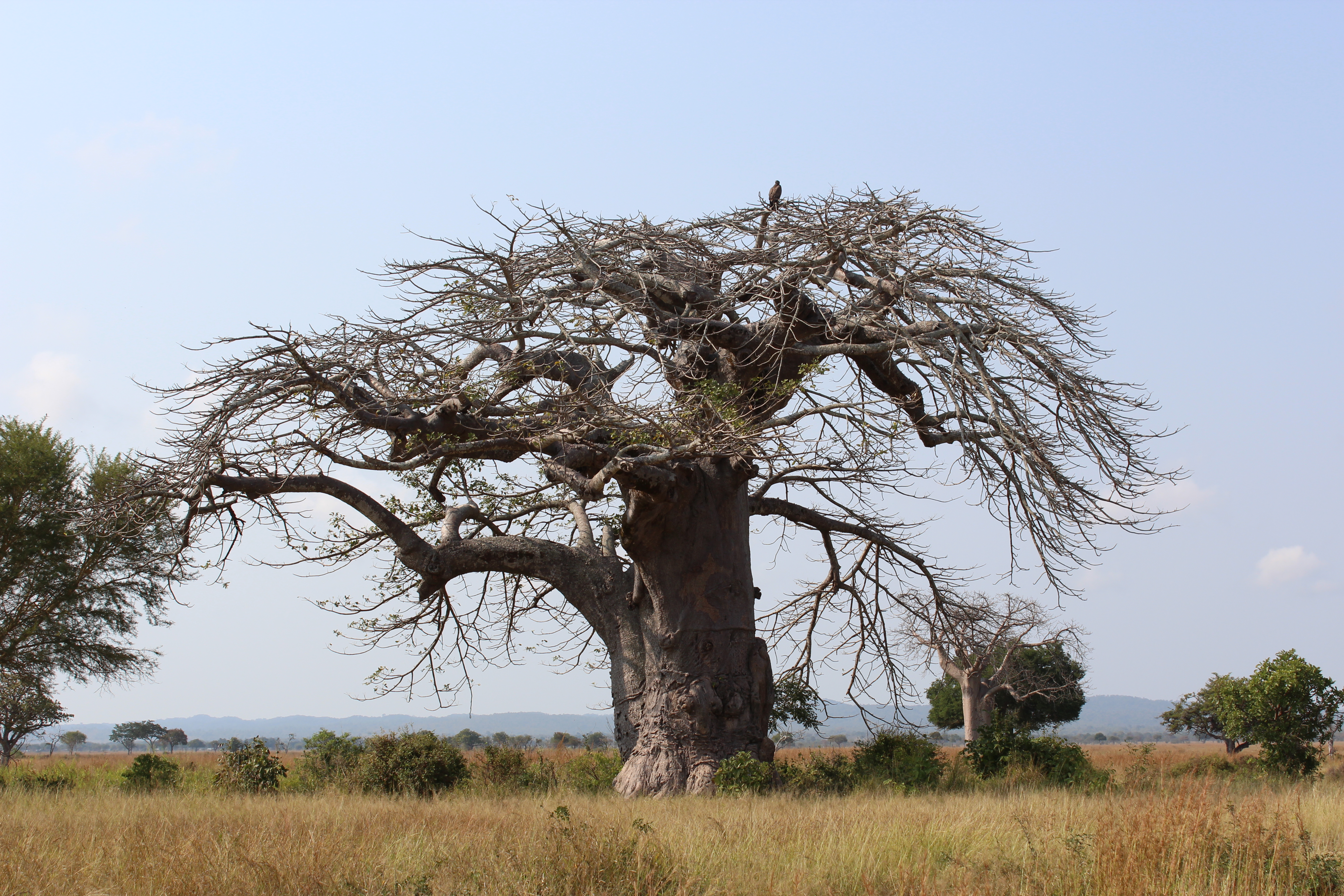
Adansonia digitata
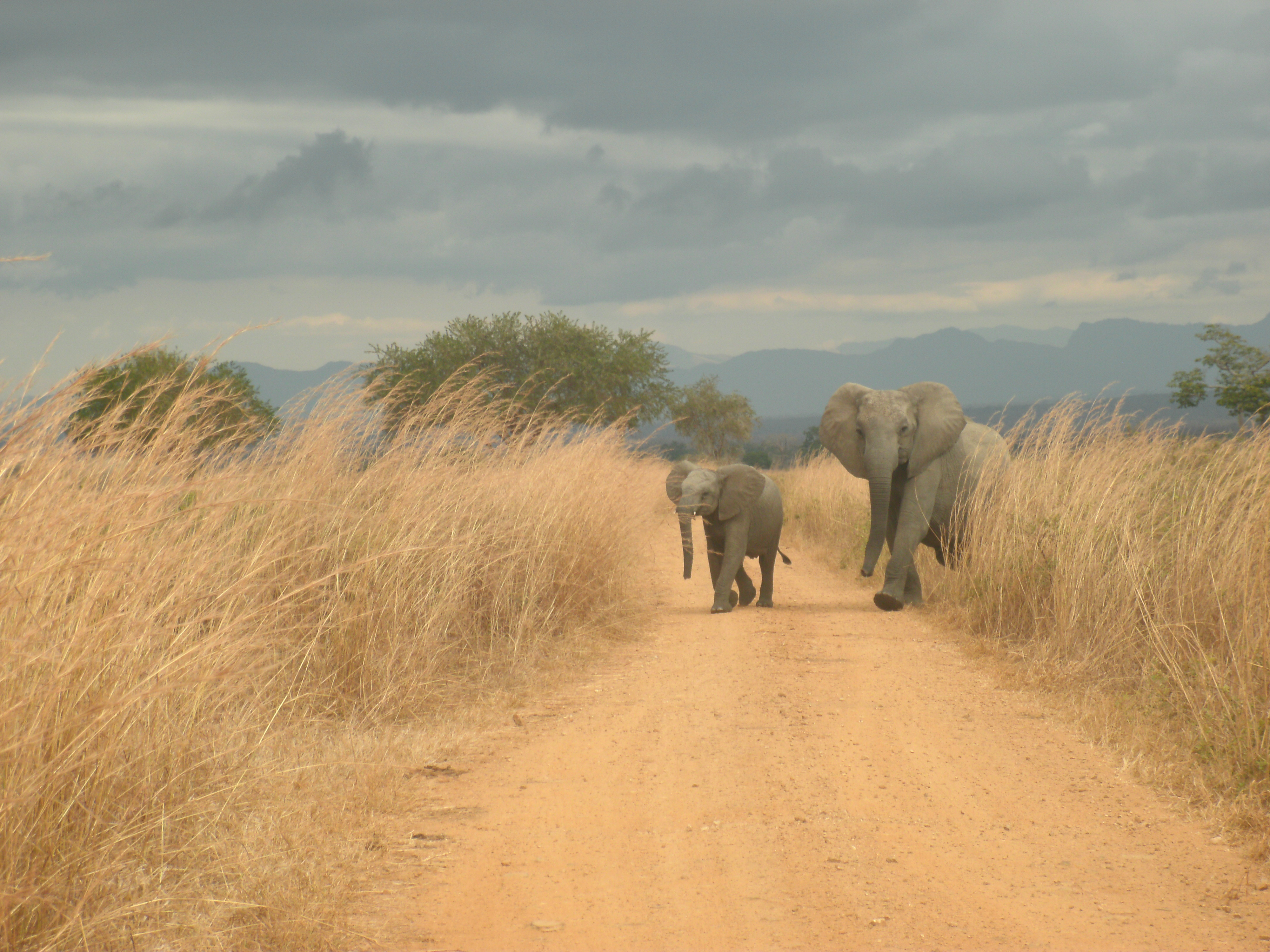
Саванні слони